# Franchesse
Franchesse és un municipi francès, situat al departament de l'Alier i a la regió d'Alvèrnia-Roine-Alps. L'any 2007 tenia 453 habitants.

## Demografia

### Població
El 2007 la població de fet de Franchesse era de 453 persones. Hi havia 204 famílies de les quals 68 eren unipersonals (28 homes vivint sols i 40 dones vivint soles), 68 parelles sense fills, 60 parelles amb fills i 8 famílies monoparentals amb fills.
La població ha evolucionat segons el següent gràfic:
Habitants censats

### Habitatges
El 2007 hi havia 295 habitatges, 208 eren l'habitatge principal de la família, 45 eren segones residències i 42 estaven desocupats. 289 eren cases i 6 eren apartaments. Dels 208 habitatges principals, 151 estaven ocupats pels seus propietaris, 46 estaven llogats i ocupats pels llogaters i 11 estaven cedits a títol gratuït; 19 tenien dues cambres, 44 en tenien tres, 63 en tenien quatre i 82 en tenien cinc o més. 128 habitatges disposaven pel capbaix d'una plaça de pàrquing. A 90 habitatges hi havia un automòbil i a 97 n'hi havia dos o més.

### Piràmide de població
La piràmide de població per edats i sexe el 2009 era:
| Homes | Edats   | Dones |
| ----- | ------- | ----- |
| 0     | 95 o +  | 0     |
| 0     | 90 a 94 | 0     |
| 0     | 85 a 89 | 4     |
| 0     | 80 a 84 | 0     |
| 4     | 75 a 79 | 12    |
| 16    | 70 a 74 | 20    |
| 12    | 65 a 69 | 8     |
| 12    | 60 a 64 | 16    |
| 24    | 55 a 59 | 8     |
| 4     | 50 a 54 | 24    |
| 32    | 45 a 49 | 8     |
| 16    | 40 a 44 | 24    |
| 16    | 35 a 39 | 20    |
| 16    | 30 a 34 | 12    |
| 32    | 25 a 29 | 4     |
| 8     | 20 a 24 | 0     |
| 20    | 15 a 19 | 16    |
| 8     | 10 a 14 | 4     |
| 16    | 5 a 9   | 12    |
| 16    | 0 a 4   | 16    |

## Economia
El 2007 la població en edat de treballar era de 284 persones, 197 eren actives i 87 eren inactives. De les 197 persones actives 173 estaven ocupades (100 homes i 73 dones) i 24 estaven aturades (10 homes i 14 dones). De les 87 persones inactives 31 estaven jubilades, 21 estaven estudiant i 35 estaven classificades com a «altres inactius».

### Ingressos
El 2009 a Franchesse hi havia 203 unitats fiscals que integraven 433,5 persones, la mediana anual d'ingressos fiscals per persona era de 13.536 €.

### Activitats econòmiques
Dels 18 establiments que hi havia el 2007, 1 era d'una empresa alimentària, 5 d'empreses de construcció, 5 d'empreses de comerç i reparació d'automòbils, 1 d'una empresa de transport, 1 d'una empresa d'hostatgeria i restauració i 5 d'empreses de serveis.
Dels 6 establiments de servei als particulars que hi havia el 2009, 1 era una oficina de correu, 3 lampisteries, 1 veterinari i 1 restaurant.
Dels 2 establiments comercials que hi havia el 2009, 1 era una botiga de menys de 120 m² i 1 una fleca.
L'any 2000 a Franchesse hi havia 44 explotacions agrícoles que ocupaven un total de 3.751 hectàrees.

## Equipaments sanitaris i escolars
El 2009 hi havia una escola maternal.

## Poblacions més properes
El següent diagrama mostra les poblacions més properes.